# Pat Flaherty (actor)
Edmund Joseph "Pat" Flaherty (Washington, 8 de març de 1897 − Nova York, 2 de desembre de 1970) va ser un actor estatunidenc. Va començar sent jugador professional de beisbol i de futbol americà, Pat Flaherty debuta el 1934 en el cinema, on sovinteja petits papers sense sortir als crèdits, en particular de policies. Apareix en total en prop de cent dos films americans, l'últim  The Desperate Hours de William Wyler, amb Fredric March i Humphrey Bogart, estrenada el 1955.

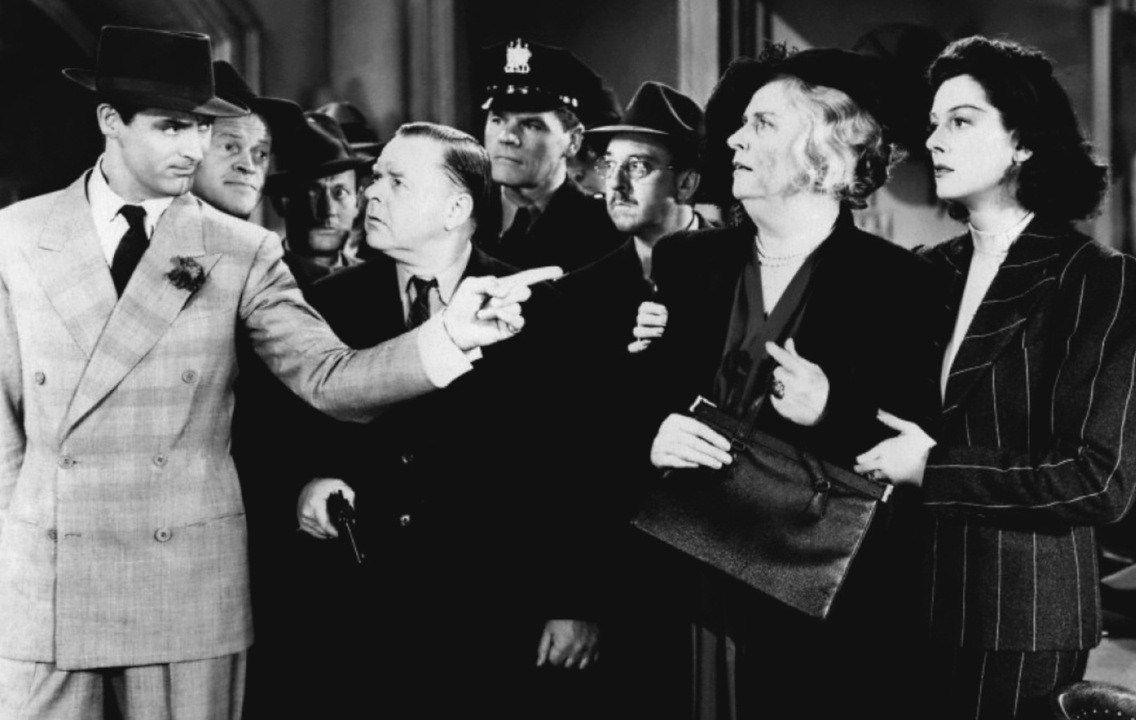
D'esquerra a dreta: Cary Grant, Frank Jenks, Roscoe Karns, Gene Lockhart, Pat Flaherty, Porter Hall, Alma Kruger i Rosalind Russell, a His Girl Friday (1940).

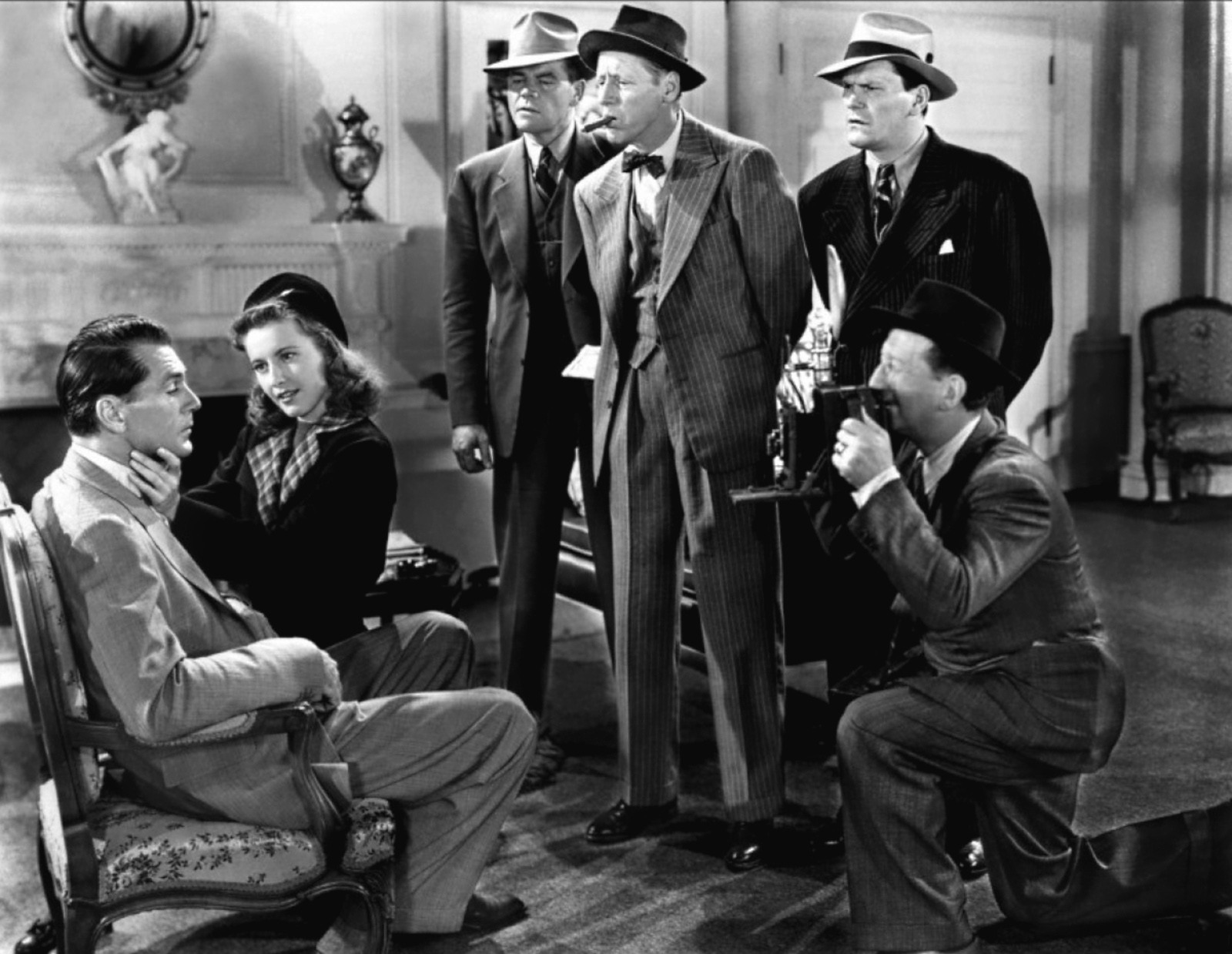
D'esquerra a dreta: Gary Cooper, Barbara Stanwyck, Pat Flaherty, Irving Bacon, Warren Hymer i Hank Mann, a Meet John Doe (1941).

Mencionem també Rebel·lió a bord de Frank Lloyd (versió de 1935, amb Clark Gable i Charles Laughton),  Meet John Doe de Frank Capra i Sergent York de Howard Hawks (tots dos de 1941 i amb Gary Cooper). Destacar també la seva participació en pel·lícules dedicades al beisbol, entre les quals  The Pride of the Yankees de Sam Wood (1942, amb Gary Cooper personificant Lou Gehrig), The Babe Ruth Story de Roy Del Ruth (1948, amb William Bendix en el paper de Babe Ruth) i The Jackie Robinson Story d'Alfred E. Green (1950, amb Jackie Robinson en el seu propi paper).
Finalment, per la televisió, Pat Flaherty participa en quatre sèries, el 1953-1954.

## Cinema
- 1934 Come on Marines de Henry Hathaway
- 1934 El sopar dels acusats (The Thin Man) de W.S. Van Dyke
- 1935 The Casino Murder Case d'Edwin L. Marin
- 1935 Rebel·lió a bord (Mutiny on the Bounty) de Frank Lloyd
- 1935 Under Pressure de Raoul Walsh
- 1935 After Office Hours de Robert Z. Leonard
- 1935 'G' Men de William Keighley
- 1935 China Seas de Tay Garnett
- 1936 The Luckiest Girl in the World d'Edward Buzzell
- 1936 My Man Godfrey de Gregory La Cava
- 1937 Un dia a les curses (A Day at the Races) de Sam Wood
- 1937 San Quentin de Lloyd Bacon
- 1937 Ha nascut una estrella (A Star is Born) de William A. Wellman
- 1937 Navy Blue and Gold de Sam Wood
- 1938 Merrily we Live de Norman Z. McLeod
- 1939 Only Angels have Wings de Howard Hawks
- 1939 Dodge City de Michael Curtiz
- 1939 Legion of Lost Flyers de Christy Cabanne
- 1940 Miratge d'amor (Kitty Foyle) de Sam Wood
- 1940 El raïm de la ira (The Grapes of Wrath) de John Ford
- 1940 Flight Command de Frank Borzage
- 1940 Lluna nova (His Girl Friday) de Howard Hawks
- 1940 Fill meu! (My Son, My Son!) de Charles Vidor
- 1941 L'home del carrer (Meet John Doe) de Frank Capra
- 1941 Rise and Shine d'Allan Dwan
- 1941 El sergent York (Sergeant York) de Howard Hawks
- 1942 Captain of the Clouds de Michael Curtiz
- 1942 L'orgull dels ianquis (The Pride of the Yankees) de Sam Wood
- 1942 Gentleman Jim de Raoul Walsh
- 1943 Adventures of the Flying Cadets de Lewis D. Collins i Ray Taylor
- 1943: Two Tickets to London d'Edwin L. Marin
- 1946 The Madonna's Secret de Wilhelm Thiele
- 1947 Angel and the Badman de James Edward Grant
- 1947 The Red House de Delmer Daves
- 1948 The Babe Ruth Story de Roy Del Ruth
- 1948 Riu de plata (Silver River) de Raoul Walsh
- 1948 Cayo Largo (Key Largo) de John Huston
- 1950 The Jackie Robinson Story d'Alfred E. Green
- 1950 Harvey de Henry Koster
- 1950 La jungla d'asfalt (The Asphalt Jungle) de John Huston
- 1950 Three Little Words de Richard Thorpe
- 1951 La història d'un detectiu (Detective Story) de William Wyler
- 1952 Hoodlum Empire de Joseph Kane
- 1952 El pirata Barbanegra (Blackbeard the Pirate) de Raoul Walsh
- 1953 Latin Lovers de Mervyn LeRoy
- 1955 37 hores desesperades (The Desperate Hours) de William Wyler

## Televisió
- 1954 Sèrie The Public Defender, Temporada 1, episodi 10 Let Justice be done d'Erle C. Kenton i episodi 15 The Hobo Story